# Surface de Riemann
Pour les articles homonymes, voir Surface.

Surface de Riemann de la fonction complexe Log(z).

En géométrie différentielle et géométrie analytique complexe, une surface de Riemann est une variété complexe de dimension 1. Cette notion a été introduite par Bernhard Riemann pour prendre en compte les singularités et les complications topologiques qui accompagnent certains prolongements analytiques de fonctions holomorphes. Par oubli de structure, une surface de Riemann se présente comme une variété différentielle réelle de dimension 2, d'où le nom surface. Elles ont été nommées en hommage au mathématicien allemand Bernhard Riemann. Toute surface réelle orientable peut être munie d'une structure complexe, autrement dit être regardée comme une surface de Riemann. Cela est précisé par le théorème d'uniformisation.
L'étude des surfaces de Riemann est à la croisée de nombreux domaines mathématiques dont, outre la géométrie différentielle, la théorie des nombres, la topologie algébrique, la géométrie algébrique, les équations aux dérivées partielles…

## Théorie élémentaire

### Définition
Une surface de Riemann est un espace topologique séparé X, admettant un atlas modelé sur le plan complexe C dont les applications de changement de cartes sont des applications biholomorphes. Autrement dit X admet un recouvrement par des ouverts Ui homéomorphes à des ouverts de C ; ces cartes dites holomorphes {\displaystyle f_{i}:U_{i}\to V_{i}} sont telles que les fonctions de changement de cartes {\displaystyle f_{i}\circ f_{j}^{-1}} soient des fonctions holomorphes entre ouverts de C. 
On peut ajouter de nouvelles cartes tant qu'elles sont compatibles avec les précédentes au sens où les applications de changement de carte restent holomorphes. De fait, il existe ainsi un atlas maximal pour la surface de Riemann. On identifiera deux structures de surface de Riemann sur un même espace topologique lorsqu'elles sont compatibles, c'est-à-dire conduisent au même atlas maximal.
Si X et Y sont deux surfaces de Riemann, une application de X dans Y est dite holomorphe lorsque, lue dans les cartes holomorphes, elle est holomorphe.
Le plan complexe C s'identifie naturellement à R2. Comme holomorphe implique différentiable, toute surface de Riemann hérite d'une structure de variété différentielle de dimension 2. Comme toute application holomorphe préserve l'orientation de C, toute surface de Riemann hérite d'une orientation en tant que variété réelle. De fait :
Toute surface de Riemann se présente comme une surface réelle orientable.
Ces considérations se généralisent pour toutes les variétés holomorphes.
En revanche, toute variété différentielle réelle orientée de dimension paire n'admet pas forcément de structure complexe. C'est un fait remarquable en dimension 2, que toute surface réelle orientée admet effectivement une structure de surface de Riemann. Mais cette structure n'est pas forcément unique.
Contrairement à ce qui peut se produire pour des variétés réelles de dimension 1 (cf. la longue droite), les surfaces de Riemann sont toutes métrisables, séparables, paracompactes et σ-compactes ; il n'est donc pas nécessaire de poser une de ces conditions dans leur définition pour interdire des artefacts. C'est un résultat dû à Tibor Radó (voir l'article Théorème de Radó).

### Exemples
- Le plan complexe {\displaystyle \mathbb {C} }  se présente très simplement comme surface de Riemann. L'identité permet de définir un atlas réduit à une unique carte.

- Le plan complexe conjugué {\displaystyle {\overline {\mathbb {C} }}} est topologiquement homéomorphe à {\displaystyle \mathbb {C} }, mais on le munit comme unique carte de la conjugaison complexe.

- La plus simple des surfaces de Riemann compactes est la sphère de Riemann, conformément équivalente à la droite projective complexe {\displaystyle \mathbb {P} ^{1}\mathbb {C} }, quotient de {\displaystyle \mathbb {C} ^{2}\setminus \{(0;0)\}} par l'action (holomorphe) du groupe {\displaystyle \mathbb {C} ^{*}} par multiplication[2]. Sa topologie est celle du compactifié d'Alexandroff du plan complexe, à savoir {\displaystyle \mathbb {S} ^{2}=\mathbb {C} \cup \{\infty \}}. Elle est recouverte par deux cartes holomorphes, définies respectivement sur {\displaystyle \mathbb {C} } et {\displaystyle \mathbb {C} ^{*}\cup \{\infty \}} : l'identité {\displaystyle z\mapsto z} et l'inversion {\displaystyle z\mapsto 1/z}.

- Le plan hyperbolique {\displaystyle \mathbb {H} ^{2}} est un exemple fondamental de surface de Riemann correspondant à un disque ouvert de C, ou au demi-plan de Poincaré, ou encore, par le théorème d'uniformisation, à tout ouvert simplement connexe de {\displaystyle \mathbb {C} }, non vide et différent de {\displaystyle \mathbb {C} }.

Pour juger de l'importance de ces premiers exemples : le revêtement universel de toute surface de Riemann connexe est une surface de Riemann simplement connexe isomorphe à {\displaystyle \mathbb {C} }, ou à {\displaystyle \mathbb {S} ^{2}} ou à {\displaystyle \mathbb {H} ^{2}}. Par exemple : {\displaystyle \mathbb {C} ^{*}} est le quotient du plan complexe {\displaystyle \mathbb {C} } par le groupe des translations  {\displaystyle 2i\pi \mathbb {Z} }. Plus précisément, le revêtement {\displaystyle \mathbb {C} \rightarrow \mathbb {C} ^{*}} est donné par l'exponentielle complexe.
- Une courbe algébrique affine, définie par les zéros d'un polynôme complexe à deux variables, {\displaystyle \Sigma =\{(z,w)\in \mathbb {C} ^{2}/P(z,w)=0\}} est une surface de Riemann.
- Weierstrass a étudié  en particulier les cubiques lisses, qui peuvent toutes être mises sous la forme {\displaystyle w^{2}=z^{3}+p\,z+q}, un polynôme en {\displaystyle z}, sans zéro multiple si {\displaystyle 4p^{3}+27q^{2}\not =0}. C'est une courbe elliptique, un tore, biholomorphe au quotient du plan par le réseau {\displaystyle \mathbb {Z} +\tau \mathbb {Z} } pour un certain {\displaystyle \tau \in \mathbb {H} } appelé le module du tore. Ce module est bien défini à l'action près du sous-groupe des homographies {\displaystyle PSL(2,\mathbb {Z} )}.
- Une série entière de rayon de convergence strictement positif (le germe d'une fonction holomorphe), définit une surface de Riemann par l'atlas composé de tous ses prolongements analytiques. La série s'y prolonge en une fonction méromorphe. Par exemple la série associée au logarithme complexe développée en 1, {\displaystyle -\sum _{n=1}^{\infty }{\frac {{(1-z)}^{n}}{n}}} définit le revêtement non ramifié de {\displaystyle \mathbb {C} ^{*}} de degré infini sur lequel le logarithme est monovalué, c'est-à-dire où tout point a un angle bien défini dans {\displaystyle \mathbb {R} .}

### Surfaces hyperboliques
Le groupe projectif PGL2(R) agit transitivement sur {\displaystyle \mathbb {H} ^{2}}. Une surface hyperbolique est le quotient de {\displaystyle \mathbb {H} ^{2}}  par une action proprement discontinue et sans point fixe d'un sous-groupe discret {\displaystyle \Gamma }.
D'après la théorie des revêtements, le groupe fondamental de la surface obtenue X est isomorphe à {\displaystyle \Gamma }. 
Si {\displaystyle \Gamma \subset PSL_{2}(\mathbb {R} )}, la variété obtenue est orientable et peut être munie d'une structure de surface de Riemann.

## Géométrie de Riemann pour les surfaces
Il convient a priori de distinguer les surfaces de Riemann, variétés analytiques complexes de dimension 1 et les variétés riemanniennes qui sont des surfaces, c'est-à-dire des variétés de dimension deux munies d'un tenseur métrique. Pourtant les deux notions sont très voisines.
Si Σ est une surface orientée munie d'une structure de variété riemannienne, il est possible de définir une structure presque complexe associée J sur Σ, qui est toujours intégrable, c'est-à-dire que Σ peut être naturellement vue comme une surface de Riemann. L'application J est définie sur chaque espace tangent en exigeant que J(v) soit de même norme que v et que (v,J(v)) soit orthogonal direct.
Réciproquement, si Σ est une surface de Riemann, il est possible de définir plusieurs métriques riemanniennes compatibles avec sa structure complexe. Parmi elles, il en existe une telle que la variété riemannienne obtenue soit complète et de courbure constante -1,0 ou 1. Une telle métrique est unique à un facteur près.